# Disziplinarverfahren
Das Disziplinarverfahren ist ein Verfahren, in dem ein mögliches Dienstvergehen von Beamten, Soldaten oder Richtern geprüft und gegebenenfalls sanktioniert wird. Rechtliche Grundlage in Deutschland ist das Bundesdisziplinargesetz (BDG) bzw. die für Landesbeamte geltenden jeweiligen Länderbestimmungen.
Arbeitnehmer im öffentlichen Dienst fallen nicht unter diese Bestimmungen. Für sie gelten die normalen Sanktionen des Arbeitsrechtes wie Abmahnung und außerordentliche Kündigung.

## Disziplinarverfahren bei Beamten und Richtern
Werden Tatsachen bekannt, die den Verdacht eines Dienstvergehens rechtfertigen, leitet der Dienstvorgesetzte ein Disziplinarverfahren ein und veranlasst die zur Aufklärung des Sachverhalts erforderlichen Ermittlungen. Nach Abschluss der Ermittlungen muss der Dienstvorgesetzte nach pflichtgemäßem Ermessen entscheiden, ob das Disziplinarverfahren einzustellen oder eine Disziplinarmaßnahme zu verhängen ist.
Ein Dienstvergehen liegt vor, wenn der Beamte schuldhaft die ihm obliegenden Pflichten verletzt (vgl. § 77 Abs. 1 Bundesbeamtengesetz). Hierunter fallen nicht nur innerdienstliche Pflichtverletzungen. Auch gravierendes Fehlverhalten im Privatbereich kann ein Disziplinarverfahren auslösen (z. B. bei anhängigem Strafverfahren / Bußgeldverfahren), falls das Vergehen Zweifel an der persönlichen Eignung aufwirft (wenn z. B. ein Polizist wegen Körperverletzung verurteilt wird) oder geeignet ist, das Ansehen des Beamtentums zu beschädigen.
Der Beamte ist über die Einleitung des Disziplinarverfahrens zu unterrichten. Er muss darüber informiert werden, welches Dienstvergehen ihm zur Last gelegt wird. Er ist gleichzeitig darauf hinzuweisen, dass es ihm freisteht, sich mündlich oder schriftlich zu äußern oder nicht zur Sache auszusagen und sich jederzeit eines Bevollmächtigten oder Beistands zu bedienen.
Der Beamte kann aber auch bei dem Dienstvorgesetzten oder dem höheren Dienstvorgesetzten die Einleitung eines Disziplinarverfahrens gegen sich selbst beantragen, um sich von dem Verdacht eines Dienstvergehens zu entlasten oder auf diesem indirekten Wege die Ermittlung gegen einen Dritten zu veranlassen.
Der Katalog möglicher Disziplinarmaßnahmen ist genau festgelegt. Mögliche Maßnahmen sind:
- Dienstlicher Verweis
- Geldbuße
- Kürzung der Dienstbezüge
- Zurückstufung (Versetzung in ein Amt derselben Laufbahn mit geringerem Endgrundgehalt)
- Entfernung aus dem Dienst
- Kürzung des Ruhegehalts
- Aberkennung des Ruhegehalts

Bei Beamten auf Probe oder Beamten auf Widerruf sind nur der Verweis und die Geldbuße, bei Ehrenbeamten nur Verweis, Geldbuße und Entfernung aus dem Dienst, bei Ruhestandsbeamten nur Kürzung und Aberkennung des Ruhegehalts zulässig.
Missbilligende Äußerungen, die nicht ausdrücklich als Verweis gekennzeichnet sind, sind keine Disziplinarmaßnahme.
Die Aberkennung der Prüfungslizenz bei Hochschullehrern (in Fachkreisen eine Demütigung) ist keine gesetzlich festgelegte Maßnahme.
Ist ein Verweis, eine Geldbuße, eine Kürzung der Dienstbezüge oder eine Kürzung des Ruhegehalts angezeigt, wird eine solche Maßnahme durch Disziplinarverfügung ausgesprochen. Zurückstufung, Entfernung aus dem Beamtenverhältnis oder Aberkennung des Ruhegehalts erfordern es nach dem Disziplinarrecht mancher Dienstherren, Disziplinarklage zu erheben. Ein hergebrachter Grundsatz des Berufsbeamtentums, wonach eine Entfernung aus dem Beamtenverhältnis nur durch Richterspruch erfolgen darf, besteht nicht. Zuständig ist die Verwaltungsgerichtsbarkeit. Bei den Verwaltungsgerichten sind Kammern und bei den Oberverwaltungsgerichten Senate für Disziplinarsachen eingerichtet. 
Eine Disziplinarmaßnahme erübrigt sich, wenn bereits während des Disziplinarverfahrens im Strafverfahren eine Verurteilung zu einer Freiheitsstrafe von mindestens einem Jahr erfolgt, da hierdurch das Beamtenverhältnis mit der Rechtskraft des Urteils kraft Gesetzes endet (vgl. § 24 BeamtStG).
Bei Richtern entscheiden in Disziplinarsachen die Dienstgerichte (vgl. § 78, § 62 DRiG). Soll aber lediglich ein Verweis erteilt werden, so kann dies durch Disziplinarverfügung ausgesprochen werden (vgl. § 64 DRiG).
Disziplinarmaßnahmen müssen nach einem festgesetzten Zeitraum gelöscht werden und dürfen bei Personalentscheidungen nicht mehr berücksichtigt werden. Bei Beamten und Ruhestandsbeamten im Sinne des Bundesbeamtengesetzes gilt: Ein Verweis darf nach zwei Jahren, eine Geldbuße, eine Kürzung der Dienstbezüge und eine Kürzung des Ruhegehalts dürfen nach drei Jahren und eine Zurückstufung darf nach sieben Jahren bei weiteren Disziplinarmaßnahmen und bei sonstigen Personalmaßnahmen nicht mehr berücksichtigt werden (vgl. § 16 BDG).

## Disziplinarrecht bei Soldaten
Es können folgende Maßnahmen verhängt werden:
- einfache Disziplinarmaßnahmen:
  - Verweis (Tadel wird dem Soldaten bekanntgegeben)
  - strenger Verweis (Verweis wird dienstgradgleichen und dienstgradhöheren Soldaten bekanntgemacht)
  - Disziplinarbuße
  - Ausgangsbeschränkung
  - Disziplinararrest (3 Tage bis 3 Wochen)
- gerichtliche Disziplinarmaßnahmen
  - Kürzung der Dienstbezüge
  - Beförderungsverbot
  - Herabsetzung in der Besoldungsgruppe
  - Dienstgradherabsetzung
  - Entfernung aus dem Dienstverhältnis
  - Kürzung des Ruhegehalts
  - Aberkennung des Ruhegehalts

Einfache Disziplinarmaßnahmen dürfen von den Disziplinarvorgesetzten und den Truppendienstgerichten im Rahmen von gerichtlichen Disziplinarverfahren, gerichtliche Disziplinarmaßnahmen nur von den Truppendienstgerichten verhängt werden.
Ist das Dienstvergehen zugleich eine Straftat (z. B. einfache Körperverletzung, Sachbeschädigung) kann der Disziplinarvorgesetzte die Staatsanwaltschaft informieren, wenn dies zur Aufrechterhaltung der militärischen Ordnung oder wegen der Art der Tat oder der Schuld des Täters geboten ist. Handelt es sich um ein Offizialdelikt (z. B. gefährliche Körperverletzung, Trunkenheit am Steuer, Totschlag) muss die Staatsanwaltschaft informiert werden. Das Disziplinarverfahren wird dann nach dem Strafverfahren durchgeführt. Wurde durch das Dienstvergehen eine Wehrstraftat (z. B. entwürdigende Behandlung, Fahnenflucht, Verstümmelung) begangen, so muss ebenfalls die Staatsanwaltschaft informiert werden.
Näheres zum Disziplinarverfahren der Soldaten findet man unter Wehrdisziplinarordnung.

## Disziplinarrecht bei Strafgefangenen
Siehe hierzu den ausführlichen Artikel unter Disziplinarrecht (dort: „Strafvollzug“).